# Ekvitermní křivka
Ekvitermní křivka popisuje závislost teploty topné vody na venkovní teplotě a může tak pomoci k udržení konstantní teploty ve vytápěném prostoru a to i při měnící se venkovní teplotě. Čistě ekvitermní řízení se používá tam, kde není možnost osazení prostorového čidla teploty. Pokud se teplota v místnostech hýbe, tak je špatně nastavená ekvitermní křivka a je nutno ji upravit.
Ekvitermní křivka popisuje závislost teploty topné vody v koncovém zařízení - radiátoru, nebo např. v okruhu výměníkové stanice na aktuální venkovní teplotě a může tak pomoci k udržení konstantní teploty ve vytápěném prostoru a to i při měnící se venkovní teplotě. Čistě ekvitermní řízení se používá tam, kde není možnost osazení prostorového čidla teploty, nebo je součástí komplexnější regulace otopných soustav. Pokud se teplota v místnostech mění, tak může být také nastavena špatně ekvitermní křivka a je nutno ji upravit. Ekvitermní křivka se definuje body jako 3 a více bodová. Každý bod je určen T požadovanou a odpovídající T venkovní. Mezi těmito body systém řízení dodávky tepla obvykle provádí lineární nebo polynomiální interpolaci.